# Haplochromis welcommei
Haplochromis welcommei là một loài cá trong họ Cichlidae.
Đây là loài đặc hữu của Uganda.